# Бокерон
Бокерон (ісп. Boquerón ісп. вимова: [bokeˈɾon]) — найбільший департамент Парагваю, розташований на заході країни. Охоплює територію площею 91 669 км², населення становить 41 106 осіб (2002). Адміністративний центр — місто Філадельфія. На півночі межує з департаментом Альто-Парагвай, на сході — з департаментом Пресіденте-Аєс, на півдні — з Аргентиною, на заході — з Болівією.
У 1992 році департамент Бокерон був об'єднаний з Нуева-Асунсьйон, тим самим були відновлені кордони 1945 року.

## Географія
Бокерон — найпустельніший і найпосушливіший регіон країни, кількість опадів на півночі становить 350 мм, на півдні — 850 мм. Рослинність бідна, представлена головним чином чагарниками і кактусами.

## Адміністративний поділ
Адміністративно департамент поділений на 3 округи:
| № | Округ                                                                 | Площа км² | Населення осіб (2002) |
| - | --------------------------------------------------------------------- | --------- | --------------------- |
| 1 | Філадельфія (Filadelfia)                                              | 13 879    | -                     |
| 2 | Лома-Плата (Loma Plata)                                               | 1787      | -                     |
| 3 | Марискаль-Хосе-Фелікс-Естігаррібія (Mariscal José Félix Estigarribia) | 76003     | 41106                 |
|   | Всього                                                                | 91669     | 41106                 |

## Економіка

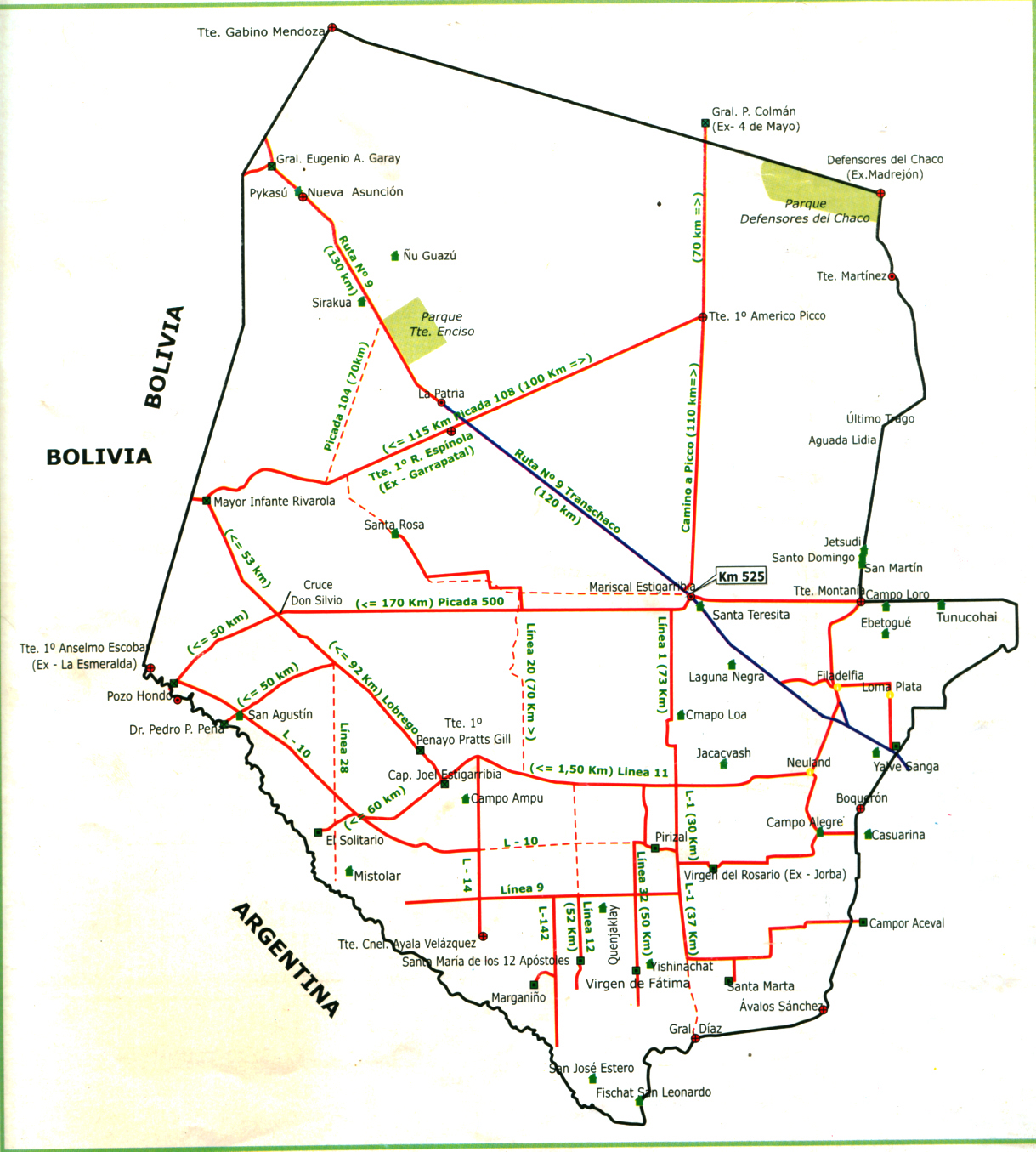
Схема доріг провінції

Попри те, що на заході Парагваю проживає лише 2% населення країни, тут виробляють близько 65% всього молока і м'яса Парагваю.